# Tauresium

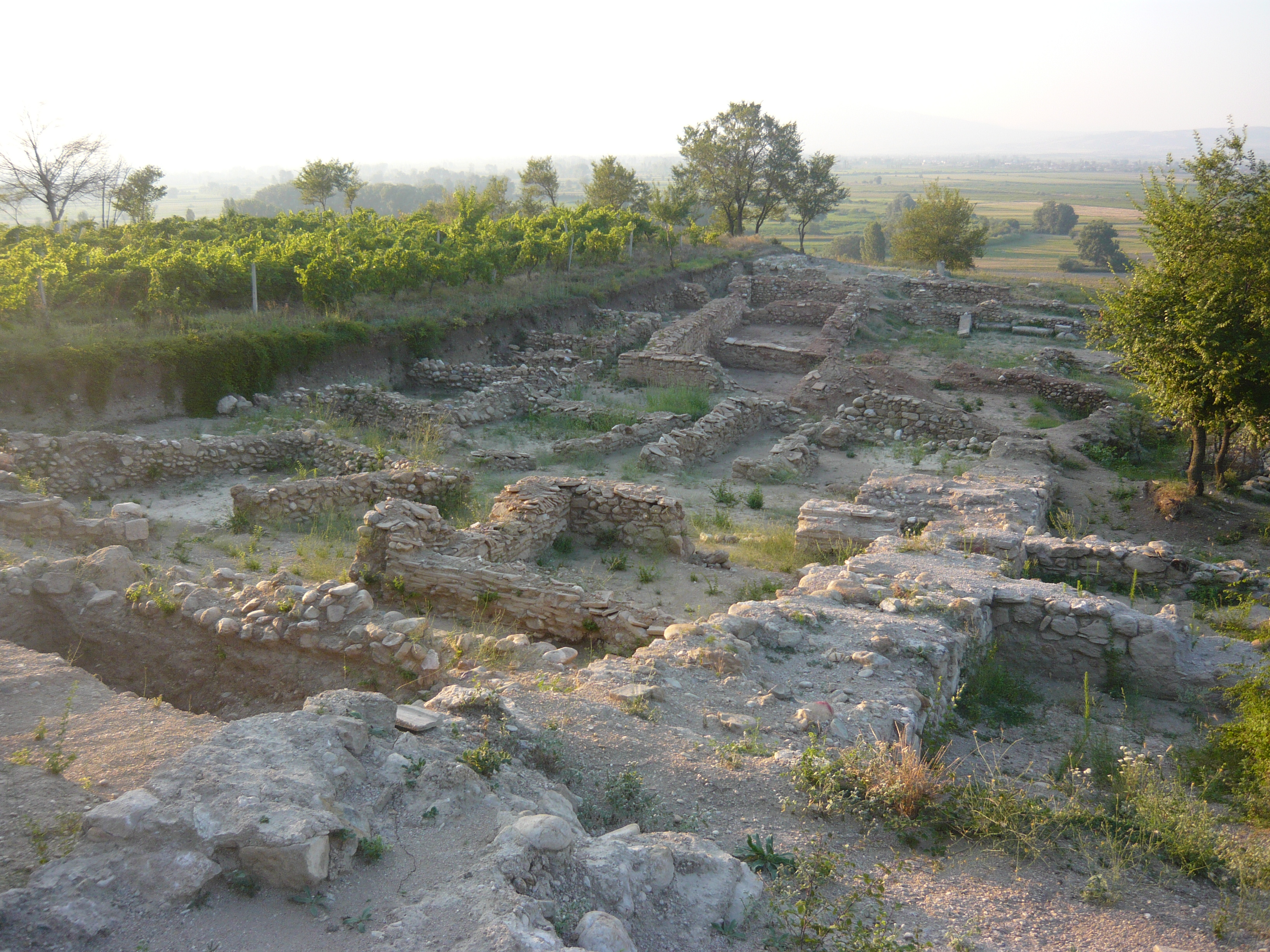
Tauresium

Tauresium (Macedonisch: Тауресиум) was een versterkte nederzetting uit de vroeg-Byzantijnse periode. De oude stad was in 483 de geboorteplaats van de Byzantijnse keizer Justinianus I. Te zijner ere werd de naam van de stad later omgedoopt tot Justiniana Prima.
De plaats ligt tegenwoordig in de gemeente Zelenikovo nabij Skopje in Noord-Macedonië.